# Olimpio Bizzi
Olimpio Bizzi (* 1. August 1916 in Livorno; † 3. August 1976 in Abetone) war ein italienischer Radrennfahrer.
Vom Ende der 1930er bis Anfang der 1950er Jahre gehörte Olimpio Bizzi zur zweiten Garde der italienischen Rennfahrer im Schatten von Gino Bartali, Learco Guerra und Fausto Coppi. Berufsfahrer war er von 1936 bis 1952. Bei zahlreichen großen Rennen belegte er meistens zweite oder dritte Plätze, der ganz große Erfolg blieb ihm aber während seiner Karriere versagt. So wurde er 1936 Zweiter bei Mailand–Sanremo, bei Mailand–Turin, beim Giro dell’Emilia. 1937 und 1943 gewann er den Giro di Toscana sowie 1937 und 1939 den Tre Valli Varesine. 1939 und 1940 siegte er im Rennen Milano–Mantova. 1941 gewann er den Giro di Campania. 1950 war er der Sieger der Marokko-Rundfahrt.
Neunmal startete Bizzi beim Giro d’Italia, konnte 13 Etappen gewinnen – so etwa 1936 mit 19 Jahren als jüngster Etappensieger –, konnte jedoch fünfmal die Rundfahrt nicht beenden. 1939 erreichte er mit dem 11. Rang im Gesamtklassement sein bestes Ergebnis in der Rundfahrt.
Zweimal wurde Olimpio Bizzi Italienischer Meister, 1938 auf der Straße sowie 1939 in der Einerverfolgung auf der Bahn. Am Ende seiner Laufbahn hatte er 30 Siege als Berufsfahrer erreicht.